# Barbus euboicus
Barbus euboicus is een  straalvinnige vissensoort uit de familie van eigenlijke karpers (Cyprinidae). De wetenschappelijke naam van de soort is voor het eerst geldig gepubliceerd in 1950 door Stephanidis.
De soort staat op de Rode Lijst van de IUCN als Kritiek, beoordelingsjaar 2006. De omvang van de populatie is volgens de IUCN stabiel.